# Michael E. Brown
 (décembre 2021).
Si vous disposez d'ouvrages ou d'articles de référence ou si vous connaissez des sites web de qualité traitant du thème abordé ici, merci de compléter l'article en donnant les références utiles à sa vérifiabilité et en les liant à la section « Notes et références ».
Pour les articles homonymes, voir Brown.
Cet article possède des paronymes, voir Michael Brown et Mike Brown.
Michael « Mike » E. Brown, né le 5 juin 1965, est un astronome et professeur en astronomie planétaire au CalTech. Codécouvreur de plusieurs des plus importants objets transneptuniens, dont Quaoar, Sedna, Orcus, Éris et Makémaké, tour à tour qualifiés dans les journaux de dixième planète et dont les deux derniers sont aujourd'hui classés comme planètes naines (les autres étant toujours candidats à ce statut), il s'est lui-même appelé par humour « Pluto killer », « l'homme qui a tué Pluton ». Il a d'ailleurs publié en 2010 un mémoire intitulé How I Killed Pluto and Why It Had It Coming (littéralement Comment j'ai tué Pluton et pourquoi il l'a mérité).

Biographie

## Jeunesse et formation
Michael E. Brown est né le 5 juin 1955 à Huntsville, en Alabama. Mike a fréquenté le lycée Virgil  Grissom et a obtenu son diplôme en 1983. Son père était un ingénieur qui travaillait sur les ordinateurs de la fusée Saturn V et du module lunaire. C'est cette exposition au travail de son père qui a contribué à développer son intérêt pour la découverte spatiale.
En 1987, Brown a obtenu son baccalauréat ès arts en physique après avoir obtenu son diplôme à l'Université de Princeton. Brown a ensuite poursuivi ses études et suivi des cours d'études supérieures à l'Université de Californie à Berkeley. Là, il a obtenu sa maîtrise en astronomie en 1990. Quatre ans plus tard, il a obtenu son doctorat.
Brown est devenu membre du corps professoral du California Institute of Technology en 1996 et est devenu en 2003 professeur Richard et Barbara Rosenberg d'astronomie planétaire.
Au cours de ses années universitaires et de sa carrière, il a reçu de nombreux prix. Brown a remporté le prix Urey, décerné au meilleur jeune planétologue, décerné par la Division des sciences planétaires de l'American Astronomical Society. Il a également reçu le prix présidentiel de début de carrière et une bourse Sloan. En 2012, il a remporté le prix Kavli d'astrophysique et en 2014, il a été intronisé à l'Académie nationale des sciences.

## Découvertes et contributions à l'astronomie
Brown est surtout connu pour sa découverte de la planète naine Eris en 2005, située à l'extrémité de notre système solaire, mettant 561 ans pour faire un seul voyage autour du soleil. Initialement, on pensait que la planète naine était plus grande que Pluton, mais des calculs ultérieurs ont montré qu'elle avait un diamètre de 1 445 miles (2 326 kilomètres), ce qui la rend légèrement plus petite qu'elle. Eris doit son nom à la déesse grecque de la discorde et des conflits. La découverte de cette nouvelle planète naine a entraîné la rétrogradation de Pluton de l'une des neuf planètes du système solaire en août 2006.
Outre Eris, Brown est également connu pour avoir découvert d'autres objets transneptuniens (TNO) aux confins du système solaire, notamment la lune unique d'Eris, Dysomnia, du nom de la fille d'Eris, la déesse démoniaque de l'anarchie. Brown a également découvert la planète naine Makemake en 2005, l'un des trois plus gros objets de la ceinture de Kuiper aux côtés d'Eris et de Pluton. Elle fait environ les deux tiers de la taille de Pluton.
Haumea, une planète naine observée par Brown et son équipe également en 2005, a suscité une certaine controverse au cours de sa carrière. La découverte de cette planète naine ayant été annoncée par José Luis Ortiz Moreno en Espagne au même moment. L'équipe de Moreno de l'Observatoire de la Sierra Nevada a été créditée pour la découverte et l'équipe de Brown de Caltech a reçu le mérite d'avoir nommé la planète.

## Découvertes
En 2012, Michael E. Brown a découvert, ou codécouvert, seize objets transneptuniens (dont un satellite et une découverte controversée) :
| Nom                      | Date de découverte     | Codécouvreur(s)                                          | Notes |
| Objets transneptuniens   | Objets transneptuniens |                                                          | |
| ------------------------ | ---------------------- | -------------------------------------------------------- | --- |
| (126154) 2001 YH140      | 18 décembre 2001       | avec Chadwick Trujillo                                   | |
| (126155) 2001 YJ140      | 20 décembre 2001       | avec Chadwick Trujillo et Glenn Smith                    | |
| (55565) Aya              | 10 janvier 2002        |                                                          | |
| (119951) 2002 KX14       | 17 mai 2002            | avec Chadwick Trujillo                                   | |
| (50000) Quaoar           | 4 juin 2002            | avec Chadwick Trujillo                                   | Planète naine potentielle. |
| (84719) 2002 VR128       | 3 novembre 2002        | avec Chadwick Trujillo                                   | |
| (120178) 2003 OP32       | 26 juillet 2003        | avec Chadwick Trujillo et David Rabinowitz               | |
| (90377) Sedna            | 14 novembre 2003       | avec Chadwick Trujillo et David Rabinowitz               | Planète naine potentielle. |
| (90482) Orcus            | 17 février 2004        | avec Chadwick Trujillo et David Rabinowitz               | Planète naine potentielle. |
| (120347) Salacie         | 22 septembre 2004      | avec Henry Roe et Kristina Barkume                       | |
| (120348) 2004 TY364      | 3 octobre 2004         | avec Chadwick Trujillo et Glenn Smith                    | |
| (136108) Hauméa          | 28 décembre 2004       | avec Chadwick Trujillo et David Rabinowitz               | Découverte toutefois controversée, le crédit de découverte actuel est attribué à l'équipe de José Ortiz. Planète naine depuis le 17 septembre 2008. |
| (136199) Éris            | 8 janvier 2006         | avec Chadwick Trujillo et David Rabinowitz               | Objet transneptunien le plus massif découvert à ce jour. Planète naine depuis le 24 août 2006.                                                      |
| (136472) Makémaké        | 31 mars 2006           | avec Chadwick Trujillo et David Rabinowitz               | Planète naine depuis le 17 juillet 2008. |
| (136199) Éris I Dysnomie | 10 septembre 2006      | avec Marcos van Dam, Antonin Bouchez et David Le Mignant | Satellite de (136199) Éris. |
| (225088) Gonggong        | 17 juillet 2007        | avec M. E. Schwamb et David Rabinowitz                   | Planète naine potentielle. |
| Autre(s) découverte(s)   |                        |                                                          | |
| (87) Sylvia I Romulus    | 18 février 2001        | avec Jean-Luc Margot                                     | 1er satellite connu de Sylvia. |
| Prédiction(s)            |                        |                                                          | |
| Planète Neuf             | 20 janvier 2016        | Konstantin Batyguine                                     | Hypothétique nouvelle planète du système solaire.                                                                                                   |

## Ouvrage
- How I killed Pluto and why it had it coming, New York, Spiegel & Grau Trade Paperbacks, 2012